# Mucone
El Mucone es un río italiano de Calabria, que nace en La Sila y desemboca en el río Cratis, después de un recorrido de 57 km por la provincia de Cosenza.
Nace en La Sila, entre las montañas de Tártaro y Fallistro, contenido por una gran presa de 55 metros de alto en la localidad de Cecita, con lo que forma el lago Cecita o Mucone, el lago más grande de la meseta de La Sila con una capacidad de 121 millones de metros cúbicos de agua, que atraviesa la meseta de La Sila para luego desembocar en el río Cratis tras haber pasado por el centro de Acri, constituyendo su principal afluente por la derecha.
El historiador Gabriele Barrio cita algunos nombres antiguos del mismo río "Muconius" y "Muxones"; el historiador citaba los nombres que a su vez fueron citados por Aulo Giano Parrasio (Cosenza 1470-1522), y Domenico Parrisi uno historiador y el otro cartógrafo. En una dedicatoria sobre una lápida marmórea del siglo XVIII en la ciudad de Acri, situada sobre una antigua fuente de la ciudad sobre el río Chàlamo, fue llamado (Mortonem), describiéndose las cualidades curativas para los animales, y sobre todo en el cuidado de las ovejas consarna. En el siglo XV se le llamaba Cotile, y en el XVI, Muconius o Mixones. Se cree que el nombre moderno del Mucone deriva de la pronunciación del nombre "mucomai" esto es "Io muggisco", quizá para describir el fragor de sus aguas en el pasado, que a veces parecía el mugido de los bueyes.
El poeta e historiador Norman Douglas en su libro Old Calabria, el numismático y arqueólogo François Lenormant, el arqueólogo Amedeo Maiuri en 1961, conservan, en lugar de ello, que se tratase del antiguo Aqueronte, citado por Tito Livio y Estrabón. Según un reciente análisis del nombre, Mucone o Moccone era el nombre tomado por los galos de la divinidad Mercurio que en base al lugar venía llamada Mercurius Moccos o Mercurius Artaois. Moccos sería así el nombre con el que los galos describían a la divinidad fluvial Mercurio, que en la mitología romana, era en lugar de ello llamado el dios Hermes Psicopompos que para los griegos revestía varios papeles, uno de los cuales era el de "portador de los sueños a los vivos", y el conductor de las almas de los muertos al infierno. 
El río fue renombrado en el año 1470 por los aragoneses, nuevos señores de la ciudad de Acri "Cotile" y "Cotiles", esto es, "río lleno de piedras", del español (cote o cotila = piedra).